# Покровська сільська рада (Благовіщенський район)
Покро́вська сільська рада (рос. Покровский сельский совет) — муніципальне утворення у складі Благовіщенського району Башкортостану, Росія. Адміністративний центр — село Покровка.

## Населення
Населення — 541 особа (2019, 576 в 2010, 612 2002).

## Склад
До складу поселення входять такі населені пункти:
| Населений пункт       | Населення, осіб (2002) | Населення, осіб (2010) |
| --------------------- | ---------------------- | ---------------------- |
| Дачна, присілок       | -                      | 5                      |
| Дмитрієвка, присілок  | 0                      | -                      |
| Євграфовка, присілок  | 7                      | 5                      |
| Казанка, присілок     | 55                     | 40                     |
| Ключі, присілок       | 21                     | 9                      |
| Покровка, село        | 457                    | 455                    |
| Сологубовка, присілок | 72                     | 62                     |